# Projekt 641
Projekt 641 (v kódovém označení NATO třída Foxtrot) byla třída ponorek sovětského námořnictva, kterou provozovala i řada zahraničních uživatelů. Konstrukce ponorek byla vylepšením předcházejících tříd Whiskey a třídy Romeo. Zejména měly silnější výzbroj, větší vytrvalost pod hladinou a dosah. Postaveno bylo celkem 79 ponorek této třídy. Ruská federace je ze služby již vyřadila.

## Stavba a uživatelé
Sovětské námořnictvo zařadilo v letech 1958-1968 a 1971-1974 do služby celkem 62 člunů této třídy. I poté však pokračovala stavba těchto ponorek pro export, často se zjednodušenou výzbrojí a elektronickou výstrojí. Osm ponorek získala Indie, šest Libye a dvě Polsko. Dalšími uživateli se stala Kuba (6) a po rozpadu SSSR též Ukrajina (1).

## Konstrukce
Výzbroj ponorek představovalo deset 533mm torpédometů, pro které bylo neseno 22 torpéd či 32 námořních min. Pohonný systém tvořily 3 diesely a 4 elektromotory, roztáčející trojici lodních šroubů. Nejvyšší rychlost ponorek byla 16 uzlů na hladině a 15 uzlů pod hladinou.